# Samurai Shodown VI
Samurai Shodown VI (サムライスピリッツ天下一剣客伝, Samurai Supirittsu Tenkaichi Kenkakuden) (ou somente "SSVI"), cujo tradução do título é basicamente "História do Maior Espadachim do Mundo", é o décimo jogo da série Samurai Shodown. Semelhante a Samurai Shodown V Special, o jogo não possui história, não é canônico à série e possui todos os personagens dos jogos 2D.

## Visão geral
O jogo possui cenários com elementos 2D e 3D, como também a volta de todos os 28 personagens de Samurai Shodown V Special junto com os 7 dos dois primeiros jogos que não participaram de nenhum outro jogo e ainda 4 novos personagens. Também possui um novo sistema chamado "seleção de spirit", no qual permite aos jogadores escolher entre 6 estilos de luta diferentes que foram baseados nos jogos anteriores.
Apesar dos lançamentos normais de Samurai Shodown e a distribuição fora do Japão, o jogo foi lançado fora de tal país no sistema Atomiswave, sendo promovido nos Estados Unidos pela Sega. O jogo foi lançado para PlayStation 2 no Japão em 25 de janeiro de 2006. O lançamento para PS2 adicionou ainda mais personagens, e três "seleções spirit" novos vieram junto deles. Com o lançamento para PS2, virtualmente todo personagem que apareceu nos jogos da série para Neo Geo (excluindo os de Samurai Shodown 64 e Samurai Shodown: Warriors Rage), incluindo o juiz, Kuroko, e todos os animais, todos selecionáveis, foram adicionados. A única exceção foi Hikyaku, personagem desbloqueável para seleção, exclusivo à versão de Game Boy de Samurai Shodown, que não estava em canto nenhum de SSVI.
A personagem Iroha foi bem recebida pelos fãs no Japão e será a estrela de seu próprio jogo de aventura, sendo talvez intitulado "Lover Iroha" (恋のいろは) para o Nintendo DS. A data de lançamento ainda não foi divulgada.

## Elenco

### Retornando de Samurai ShodownVeV Special
| - Haohmaru - Ukyo Tachibana - Hanzo Hattori - Nakoruru - Genjuro Kibagami - Kyoshiro Senryo - Shizumaru Hisame - Gaira Caffeine - Rimururu - Basara Kubikiri - Kazuki Kazama - Sogetsu Kazama - Tam Tam - Charlotte Christine de Colde - Galford D. Weller | - Jubei Yagyu - Rera - Rasetsumaru - Suija - Enja - Yoshitora Tokugawa - Kusaregedo Youkai - Mina Majikina - Yumeji Kurokouchi - Zankuro Minazuki - Yunfei Liu - Mizuki Rashojin - Shiro Tokisada Amakusa - Sankuro Yorozu - Gaoh Kyougoku Hinowanokami |

| - Genan Shiranui - Cham Cham - Earthquake - Nicotine Caffeine - Sieger Neinhalt - Wan-fu - Kuroko | - Andrew - Iroha - Sugoroku Matsuribayashi - Ocha-Maro Karakuri |

| - Chample - Poppy - Shikuru - Mamahaha - Paku Paku | - EX Nakoruru - Bust Galford - Kim Ung Che - Super Gaoh |